# مرده شریر: بازی
مرده شریر: بازی (به انگلیسی: Evil Dead: The Game) یک بازی ویدئویی در ژانر ترس و بقا است که توسط سابر اینتراکتیو توسعه یافته و به‌وسیلهٔ باس تیم گیمز منتشر شده‌است. این بازی بر اساس مجموعه فیلم‌های مرده شریر ساخته شده‌است. ماهیت بازی بر اساس گیم پلی گروهی و بازیکن در مقابل بازیکن بوده و بروس کمپبل به عنوان یک شخصیت در این بازی حضور دارد. این بازی در ۱۳ مه ۲۰۲۲ برای پلی‌استیشن ۵، اکس‌باکس سری اکس/اس، پلی‌استیشن ۴، اکس‌باکس وان، و مایکروسافت ویندوز منتشر شد. نسخهٔ کنسول نینتندو سوئیچ نیز قرار است در تاریخی نامشخص عرضه گردد.